# Grisette (Bier)
Das Grisette ist eine Biersorte, die aus den Bergbauregionen entlang der französisch-belgischen Grenze stammt. Sie ist eng verwandt mit anderen Biersorten (belgischer Bierstil) dieser Region, wie etwa dem Bière de garde; aber anders als diese Biere, die vor allem bei Landarbeitern verbreitet waren, wurden Grisettes vornehmlich von Bergleuten getrunken. Der Name, der auf Französisch so viel wie „kleine Graue“ bedeutet, könnte entweder von den örtlich vorkommenden grauen Steinen stammen oder von den grauen Kitteln der Frauen, die das Bier in den lokalen Bierstuben ausschenkten.
Beim Grisette handelt es sich um ein Bier mit niedrigem Alkoholgehalt und leichtem Körper, das eine spürbare Säure aufweist, ähnlich wie andere Sorten und vergleichbar mit der deutschen Gose. 2016 gab es nur noch eine belgische Brauerei, die dieses Bier auf traditionelle Weise herstellte. Die amerikanische Craft-Beer-Bewegung begann jedoch damit, verschiedene Arten von Grisette zu brauen, oft auf Grundlage historischer Rezepturen.